# Institut Etxepare
L'Institut Basc Etxepare (en basc: Etxepare Euskal Institutua) és una institució dependent del Govern Basc l'objectiu del qual és promoure la projecció exterior del basc i de la cultura basca. Pren el nom de l'escriptor Bernat Etxepare, també sacerdot, navarrès que visqué el 1548 i recordat per haver escrit el primer llibre en euskera. El 2017 van col·laborar amb el Festival Sismògraf, enviant una representació de dansa contemporània basca al festival. La seva directora és Irene Larraza.